# 布朗溫·班克羅夫特
布朗溫·班克羅夫特（1958年—）出生於新南威爾士州的驣特菲爾德，在堪培拉和悉尼受過訓練，為一名澳大利亞的藝術家、時裝設計師、插畫家、藝術管理員。值得去注意的是曾受到第一位澳大利亞時裝設計師的邀請，到巴黎來展現她的工作能力。
1985年，班克羅夫特創立商店（商店名稱譯名：原住民設計師），推銷包含她自己的原住民藝術家所製作之紡織品，她是布魔利原住民藝術家合作社（英語：Boomalli Aboriginal Artists Co-operative）的創辦者，透過澳洲國立美術館、新南威爾士美術館、西澳大利亞美術館的展覽之中都有班克羅夫特所發表的作品，她提供超過20件兒童圖書的作品，其中包含了關於作家與活動專家烏哲魯·露娜（英語：Oodgeroo Noonuccal）的《斯特德布魯克作夢》（英語：Stradbroke Dreaming）以及關於藝術家與作家薩莉·摩根（英語：Sally Morgan）的其他書籍。她也曾經收過設計的傭金，其中之一是位於悉尼體育中心的外部。
班克羅夫特長期參與社區活動及擔任藝術管理員，而且還曾擔任一名澳大利亞國家美術館的董事會成員。1992年她的畫作《預防愛滋病》在澳大利亞曾被提升對於愛滋病的認識之風潮。班克羅夫特曾擔任版權託管代理及陳比原住民學院（英語：Tranby Aboriginal College）的管理人員，而董事會則位於澳大利亞當代藝術博物館。

## 早期生活
班克羅夫特出生於1958年在新南威爾士州田園之其中一個城鎮驣特菲爾德，是來自布恩德佳龍（英語：Bundjalung，屬於原住民族）的其中一名女人。她是自稱“比爾”的歐文塞西爾·約瑟夫·班克羅夫特的七個子女中屬於最年輕的那一位，並且來自於傑奔（英語：Djanbun）家族是一名具有蘇格蘭–波蘭血統的澳大利亞原住民。班克羅夫特曾說過她的曾曾曾祖母（英語：great-great-great-grandmother）樸茂（英語：Pemau）來自她的家族僅有兩三個倖存者的其中之一，當他們的土地被一個白人農民所定居時，其餘的都被謀殺了。她的祖父及伯父都在當地的金礦中工作。因為她父親是一位原住民，她想起他的教育是受到歧視的阻礙，也因為他缺乏正規培訓，不得不離家出走而去做切割枕木的工作，當時她的母親位於家中擔任裁縫師之工作。然而班克羅夫特的父親曾在二次大戰期間是一名工程師，也在馬當和拉包爾管理駁船。
根據她父親的建議中去取得教育與行商的重要性，班克羅夫特在1976年與她丈夫斯內德·曼寧（英語：Ned Manning，曾經是班克羅夫特的老師）搬移至堪培拉之前就已經完成在驣特飛歐德的其中一所高中的學業。雖然是一間堪培拉藝術學院，但班克羅夫特還是完成視覺傳達之文憑，其次為悉尼大學的工作室實驗碩士及視覺藝術碩士（繪畫）。雖然在2004年她三個姐姐居住於驣特飛歐德，但她自從搬出去住過後就未曾回家過。她的父親大約在1990年期間逝世。班克羅夫特有了三個小孩：捷克1985年出生，艾拉1988年出生，當他們還年輕的時候她就已經從曼寧分開，她第三個小孩魯比羅斯（英語：Rubyrose）出生於1999年。而她的小孩捷克為了他的工作，安排原住民學生的輔導，因而在2010年獲得NSW一年一度澳大利亞青年的獎項。

## 生涯

### 藝術及設計
班克羅夫特是布魔利原住民藝術家合作社的創始者，一個澳大利亞最舊的原住民經營的藝術家組織，於1997年創立。她在第一個20年間擔任過主席、主任、財物總管之角色。1995年，她開了一間叫做「原住民設計師」的商店，販賣設計的作品（包含了她自己的面料），商店的人手有一些是她的原住民女學生。布朗溫·班克羅夫特、尤菲米婭·博斯托克（英語：Euphemia Bostock）、米你·希思（英語：Mini Heath）為第一批澳大利亞時尚設計師被邀請到巴黎去做展示他們的工作，然而布班克羅夫特所彩繪圖案在1987年春天之時裝秀中展出。兩年後（1989年），她的作品獻給倫敦做展覽，該作品名稱為《澳大利亞時尚：當代藝術》。儘管這些都成功，她依然離開了時尚界，講述2005年的一段採訪，她沒有完成面料設計已有15年。描述為「一種本能的配色師」，班克羅夫特自從主要成為一名畫家以來，創作過「一個成長的模式讓人想起彩色玻璃窗」，她與其他知名的畫家（美國畫家喬治亞·歐姬芙，歐洲畫家胡安·米羅、瓦西里·康定斯基及馬克·夏卡爾，還有澳大利亞原住民藝術家艾米莉龜·肯歌為爾以（英語：Emily Kame Kngwarreye）、路虎托馬斯·具屋拉瑪（英語：Rover Thomas Joolama）以及瑪麗·麥克萊恩）被並列為具有影響力的畫家。
雖然最初被稱為面料和紡織品設計師，班克羅夫特從事許多藝術媒體的工作，包含了珠寶首飾設計、繪畫、拼貼、插圖、雕塑以及室內裝飾。透過澳洲國立美術館、新南威爾斯美術館、西澳大利亞美術館的展覽之中都有班克羅夫特所發表的作品。國際性畫廊有展示她在1991年所創作的絲網印刷品《包埋》。自1989年至2006年期間，班克羅夫特舉行了八次個人畫展，並至少有53件做群展，包含了位於悉尼的澳大利亞博物館、位於堪培拉的澳大利亞國立美術館以及維多利亞國立美術館。她的藝術已經被陳列在印度尼西亞、新西蘭、美國、法國和德國。
2004年，班克羅夫特被委託位於新南威爾士州馬力圍的天普儲備去設計一幅大型壁畫來覆蓋擁有兩座籃球場的體育中心住宅周圍的外觀。而這幅壁畫描繪了一條蛇、一個男人、一個女人，同時都代表聖經以及澳大利亞原住民的創作故事。當然也包含澳大利亞巨蜥的其中一個物種「勾安那（英語：goanna）」、馬力圍地區最原始原居民的祖先圖騰以及吻勾人（英語：Wangal people）。
當班克羅夫特提供來自戴安娜基德所寫的藝術作品《脂肪和水分的取置》（英語：Fat and Juicy Place），於1993年冒險進入說明兒童圖書。而那本書入圍了一年一度由澳大利亞兒童圖書委員會所舉辦的活動，並且還獲得澳大利亞多元文化兒童圖書的獎項。同一年，她說明由原住民活躍人士及作家烏哲魯·露娜可的作品《斯特德布魯克的黃金時代》。為了讓書籍能夠連續的發行，她有提供第三藝術家的圖片，其相關的首度編輯於1972年。班克羅夫特自從貢獻自己的藝術作品以來已超過20本兒童圖書，包含一些將她認為是導師或者是朋友，像是較突出的澳大利亞作家及藝術家薩莉·摩根（英語：Sally Morgan）。這些書包含1996年的《丹尼爾的爺爺》以及2009年的《薩姆的叢林之旅》（英語：Sam's bush journey）。兩位藝術家合作了版畫並於1991年在維多利亞的瓦南布爾美術館進行展覽。研究員和博物館館長馬戈·尼爾描述班克羅夫特和摩根兩人之間的作品「他們的作品普遍地強調他們對國家和家庭的關係，透過主要具體敘述個人或集體的故事，值得慶祝或者是留作紀念」。
同樣是既定作家的工作，班克羅夫特創作過一些她自己專利的兒童圖書，包含《動物的澳大利亞123》以及《動物的澳大利亞ABC》，曾被有利的檢閱成具有想像力以及圖文並茂。她的插畫風格曾被描述為「暨大膽又神秘」以及「以醒目的顏色來呈現傳統的澳大利亞原住民代表明亮」。對於她的兒童文獻於2009年收到澳大利亞圖書館所獲頒的狀牡課音勳章（英語：Dromkeen Medal）。2010年5月，澳大利亞總督昆廷·布賴斯推出班克羅夫特的最新圖書《為何我愛上澳大利亞》，並長期支持班克羅夫特的作品，布賴斯女士說：「這一本標題《為何我愛上澳大利亞》，書中一再的講到它的作者與插畫之心聲，它簡單、精細地告訴這一則宏偉的故事，我們共享這一片神聖的土地：有山、有河流、有峽谷；有海洋、有珊瑚礁；有草原、有叢林；有鹽田、有雪；有房屋、有街道；有寶石的夜空，還有更多」。
班克羅夫特的藝術也出現在一些其他個人與組織的發表作品中，包含來自澳大利亞博物館的書籍、新南威爾士州教育廳、拉里薩·貝倫特的小說首頁、羅伯塔·賽克斯爭議的自傳體敘事《蛇搖籃》和《蛇舞》……等等作為封面的作品。

### 管理及維權行動
班克羅夫特曾在藝術團體活躍過，於1990年代曾擔任兩屆的澳大利亞國家美術館董事會成員，並且為了藝術還曾是新南威爾士州教育部視覺藝術以及國際原住民藝術宣傳組織（任期：1993年至1996年）的主席。為了在悉尼籌備2000年夏季奧林匹克運動會，班克羅夫特還是對奧運會官方標誌的發展的顧問及設計委員會的成員，還曾以$35,000的國家能源藝術獎來擔任法官。她也曾是澳大利亞版權收集代理董事會（授權名稱：Viscopy，對於藝術家而言，保存觀點就是轉售特許權使用費的提倡）的成員。她觀察過轉售特許權使用費是內在聯繫到澳大利亞藝術家與生俱來權利的改善來去做公平的收入。2005年，她是悉尼博物館當代藝術的藝術家諮詢小組之成員，也是該董事會的成員。她曾服務於原住民培訓機構的董事會，也就是服務陳比原住民學院（英語：Tranby Aboriginal College）。
她的藝術作品之內部與外部，班克羅夫特已經證明對於一系列社會問題有著密切的關心，尤其更深深地影響到澳大利亞原住民，而她的畫作《預防愛滋病》藉由衛生署聯邦強調對於原住民共同體關於疾病問題，她大略構圖其預防機制 ，在澳大利亞曾被提升對於愛滋病的認識之風潮。2000年，在活動家麻舞·社偶·史密斯（英語：Mum Shirl Smith）逝世的兩年後，班克羅夫特以及布魔利原住民藝術家合作社協同舉辦對於史密斯生前藝術作品展覽的籌款。
班克羅夫特是澳大利亞原住民師徒輔導經驗的董事，一個不以營利為目的的組織，目的是提高原住民學生對於高中和大學的錄取率。她有想法和指引著原住民學生，像是傑西卡·比爾克為澳大利亞議會的就職新興和2009年5月青年藝術家獎的得主。

## 出版的作品
- 走在邊界（插畫）：英語：, Angus & Robertson, 1993, ISBN 0-207-17796-1[45]
- 斯特德布魯克黃金時代（插畫）：英語：, Angus & Robertson, 1993, ISBN 0-207-17938-7[46]
- 低爾任俊（插畫）：英語：, Angus & Robertson, 1994, ISBN 0-207-18482-8[47]
- 丹尼爾的爺爺（插畫）：英語：, Fremantle Press, 1996, ISBN 1-86368-159-0
- 離開（插畫）：英語：, Roland Harvey, 2000, ISBN 0-949714-75-5[48]
- 傲虎（插畫）：英語：, with Annaliese Porter, Magabala Books, 2005, ISBN 1-875641-86-6
- 動物的澳大利亞ABC：英語：, Little Hare Books, 2005, ISBN 1-877003-97-2
- 準備好作夢（插畫）：英語：, Bloomsbury, 2008, ISBN 978-1-59990-049-0[49]
- 動物的澳大利亞123：英語：, Little Hare Books, 2009, ISBN 978-1-921541-11-7
- W是指袋熊，我的第一個澳大利亞字典：英語：, Little Hare Books, 2009, ISBN 978-1-921541-17-9
- 為何我愛上澳大利亞：英語：, Little Hare Books, 2010, ISBN 978-1-921541-78-0

## 主要收藏之地點
- Artbank[11]
- 新南威爾士美術館[11]
- 西澳大利亞美術館[11]
- 澳洲博物馆[11]
- 澳洲國立美術館[11]
- 纽约公共图书馆繪畫收藏區[11]
- 澳洲國會大廈藝術收藏區[11]
- 澳大利亞總理和內閣部門（英語： Department of the Prime Minister and Cabinet (Australia)）[11]
- 昆士蘭美術館（英語：Queensland Art Gallery）[11]
- 紐瓦克博物館（英語：Newark Museum）[11]

## 外部連結
- （英文）布朗溫·班克羅夫特的設計網站 （页面存档备份，存于）
- （英文）2010年位於威爾遜畫廊中展覽著班克羅夫特的藝術作品